# ۵۱۰ اسپادینا

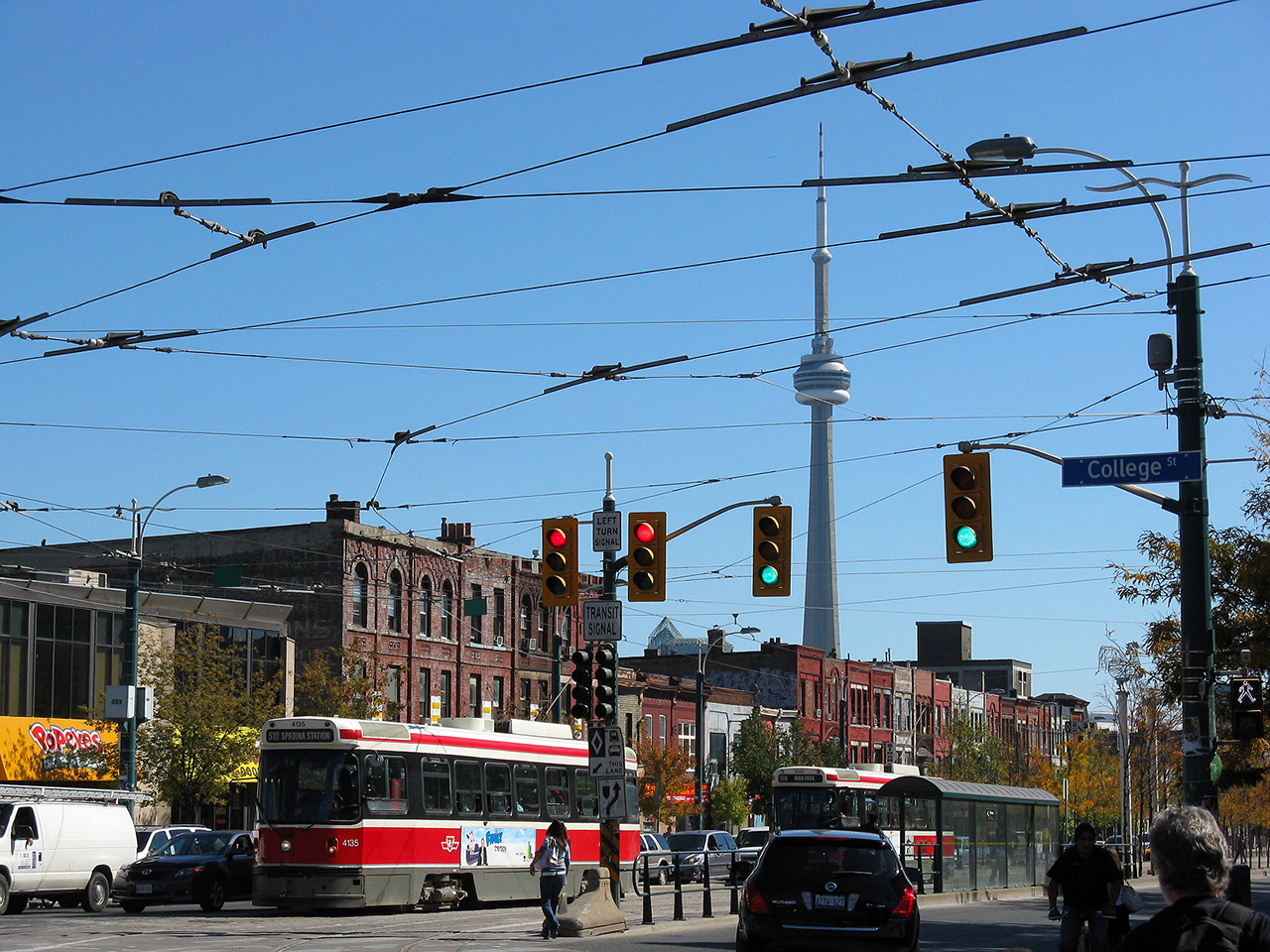
۵۱۰ اسپادینا

۵۱۰ اسپادینا (انگلیسی: 510 Spadina) یک مسیر تراموا در سیستم تراموای تورنتو در انتاریو، کانادا است که توسط کمیسیون حمل و نقل تورنتو اداره می‌شود.